# Liste des sites et monuments classés de la wilaya de Blida
Cet article présente une liste des sites et monuments classés de la wilaya de Blida, en Algérie.

## Liste
| Id     | Identification du bien               | Datation        | Commune    | Coordonnées    | Catégorie du classement | Mesures et date de protection | Date de publication au Journal Officiel | Illustration    |                       |
| ------ | ------------------------------------ | --------------- | ---------- | -------------- | ----------------------- | --- | --------------------------------------- | --------------- | --------------------- |
| 09-001 | Mausolée Sidi Ahmed El Kebir         | Médiévale       | Blida      | à géolocaliser | Classé                  | Inscrit sur l'inventaire supplémentaire Arrêté signé par le wali du N° 1085 du 26/07/2006                                              | Arrêté non pub au journal officiel      |                 | Télécharger une image |
| 09-002 | Mausolée Sidi Yaâkoub Mohamed Chérif | Moderne         | Blida      | à géolocaliser | Classé                  | Inscrit sur l'inventaire supplémentaire Arrêté signé par le wali N° 78 du 01/02/2009                                                   | Arrêté non pub au journal officiel      | Image manquante | Télécharger une image |
| 09-003 | Mosquée Ben Saadoun Ben Baba Ali     | Moderne         | Blida      | à géolocaliser | Classé                  | Inscrit sur l'inventaire supplémentaire Arrêté signé par le wali N° 78 du 01/02/2009                                                   | Arrêté non pub au journal officiel      | Image manquante | Télécharger une image |
| 09-004 | Mosquée El Hanafi El Turki           | Moderne         | Blida      | à géolocaliser | Classé                  | Inscrit sur l'inventaire supplémentaire Arrêté signé par le wali N° 78 du 01/02/2009                                                   | Arrêté non pub au journal officiel      | Image manquante | Télécharger une image |
| 09-005 | Palais Dar Aziza                     | Moderne         | Beni Tamou | à géolocaliser | Classé                  | Inscrit sur l'inventaire supplémentaire Arrêté signé par le wali du N° 1265 du 26/09/2005                                              | Arrêté non pub au journal officiel      | Image manquante | Télécharger une image |
| 09-006 | Chemin Abel de Chréa (Site naturel)  | Aucune datation | Blida      | à géolocaliser | Sites naturels          | Classé parmi les sites et monuments naturels en date du12/04/1948, Conformément à l'article 62 de l'ordonnance N° 67-281 du 20/12/1967 | N° 07 du 23/01/1968                     |                 | Télécharger une image |